# Chlaenius silvai
Chlaenius silvai (лат.) — вид жужелиц рода слизнееды (Chlaenius) из подсемейства Harpalinae (надтриба Chlaeniitae, триба Chlaeniini, подтриба Chlaeniina). Включён в состав подрода Chlaeniostenus Kuntzen, 1919. Обнаружен в 1983 году в Западной Африке: Гвинея-Бисау.

## Описание
Длина тела 13—14 мм. Голова ярко-металлически-зелёная, переднеспинка ярко-зелёная латерально, медноватая в центре, надкрылья шелковисто-зелено-медно-матовые (кроме боковой жёлтой полосы). Лабрум, пальпы, усики и ноги (кроме черноватых коготков) жёлто-рыжие; дистальная половина мандибул тёмно-коричневая; голова почти гладкая, поверхность переднеспинки микроретикулярная, с рассеянными точками; надкрылья микроретикулярные, латеральная желтоватая полоса достигает 7-й бороздки, шире в заднем направлении. Голотип этого вида португальский энтомолог Артур Серрано обнаружил в 1983 году в Западной Африке в Гвинея-Бисау и в 2003 году опубликовал данные в списке жуков этой страны под предварительным именем «Chlaenius (Chlaeniostenus) anthracoderus» (Laferté). В 2024 году он описал его как новый для науки вид. От близкого вида Chlaenius kirschenhoferi отличается сердцевидным пронотумом, латеральные борозды глубокие, слабо дугообразные внутрь, достигают середины диска; вершинная ламель срединной доли эдеагуса округлена в дорсальном виде, зубчатая латерально.